# The Doomstar Requiem
The Doomstar Requiem (sottotitolo A Klok Opera Soundtrack) è il quarto album in studio del gruppo musicale melodic death metal virtuale Dethklok, pubblicato nel 2013.

## Il disco
Si tratta della colonna sonora dell'opera rock Metalocalypse: The Doomstar Requiem della serie Metalocalypse.
Il disco è stato pubblicato in formato digitale nell'ottobre 2013 e in CD ed LP nel marzo 2014.
L'opera è stata composta e scritta da Brendon Small ed orchestrata da Bear McCreary.

## Tracce
1. The Birth / Fata Sidus Oritur / One of Us Must Die – 3:21
2. Magnus and the Assassin – 2:22
3. Partying Around the World – 2:27
4. Tracking / Ishnifus and the Challenge – 3:39
5. How Can I Be a Hero? – 2:29
6. The Fans Are Chatting – 2:24
7. Abigail's Lullaby – 1:42
8. Some Time Ago... – 3:41
9. The Duel – 2:35
10. I Believe – 2:26
11. A Traitor Amongst Them – 0:40
12. Training / Do It All for My Brother – 3:34
13. Before You Go – 1:26
14. The Answer Is in Your Past – 1:17
15. The Depths of Humanity – 2:42
16. Givin' Back to You – 2:45
17. En Antris et Stella Fatum Cruenti – 2:47
18. The Crossroads – 0:50
19. Morte Lumina – 4:08
20. Blazing Star – 4:30
21. Doomstar Orchestra – 23:23

## Formazione virtuale
Dethklok
- Nathan Explosion – voce, piano
- Pickles – batteria, voce
- Skwisgaar Skwigelf – chitarra, basso, voce
- Toki Wartooth – chitarra, voce
- William Murderface – basso, voce

Personale aggiuntivo
- Charles Offdensen – voce
- Metal Masked Assassin – voce
- Magnus Hammersmith – voce
- Ishnifus Meaddle – voce
- Abigail Remeltindrinc – voce

## Formazione reale
Dethklok
- Brendon Small – voce, chitarra, tastiere, basso
- Gene Hoglan – batteria
- Mike Keneally – voce
- Bryan Beller – basso (20)

Personale aggiuntivo
- Bear McCreary – orchestra
- Thundercat – basso (5)
- George "Corpsegrinder" Fisher – voce
- Raya Yarbrough – voce
- Jack Black – voce
- Mark Hamill – voce
- Victor Brandt – voce
- Malcolm McDowell – voce